# Svor

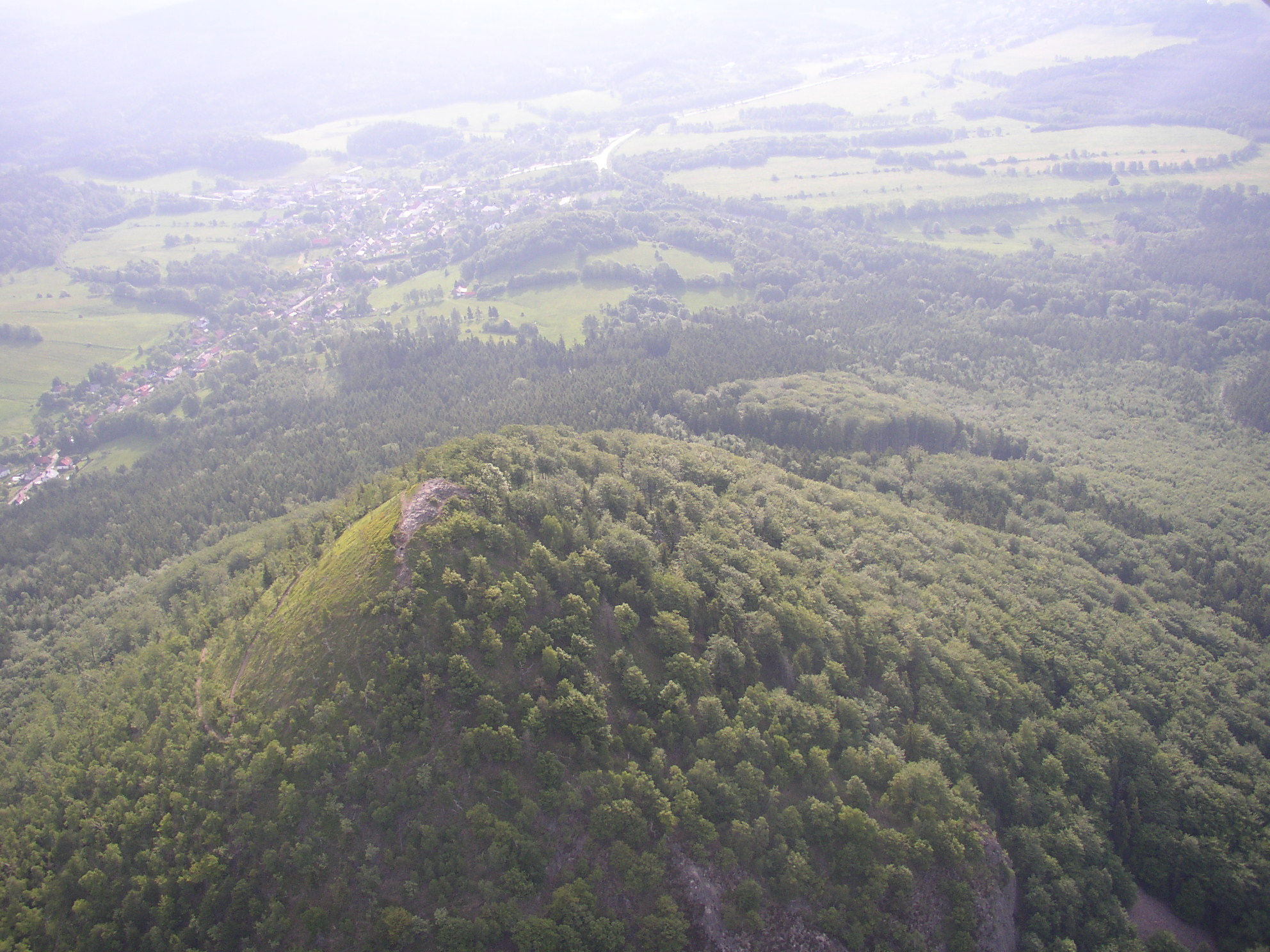
Luftbild von Klíč, im Hintergrund Svor

Svor (deutsch Röhrsdorf bei Zwickau) ist eine Gemeinde des Okres Česká Lípa in der Region Liberec im Norden der Tschechischen Republik.

## Geographie
Der Ort liegt im Lausitzer Gebirge im Tal des Baches Svorský potok an der Kreuzung der Europastraße 442 von Děčín (Tetschen-Bodenbach) nach Liberec (Reichenberg) mit der Fernverkehrsstraße 9 von Prag nach Rumburk (Rumburg) und weiter nach Löbau. Von Liberec führt die Fernverkehrsstraße I/13 nach Svor. Svor befindet sich am Fuße sowohl des Bergkegels Klíč (Kleis) als auch des Rousínovský vrch (Hammrichberg). Südlich liegt am Oberlauf des Dobranovský potok das Údolí samoty (Luzengrund).

## Geschichte

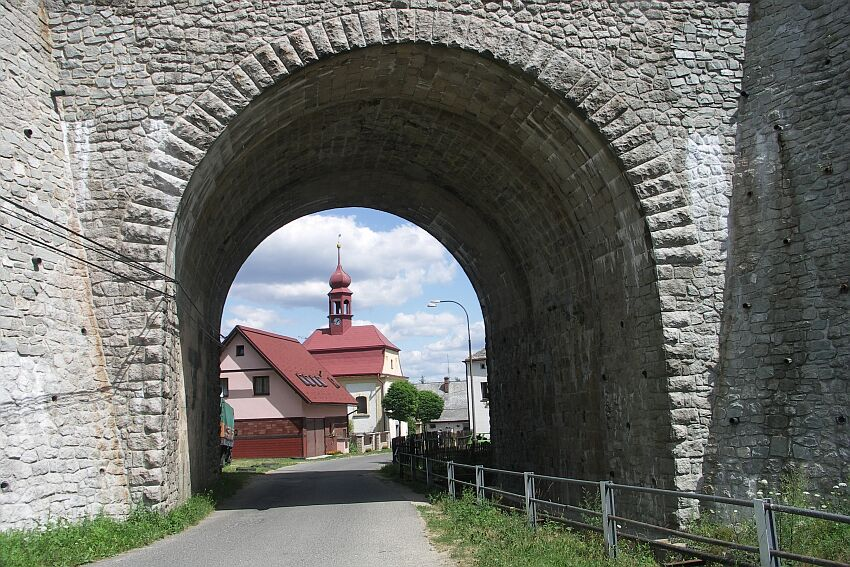
Kapelle, gesehen durch den Viadukt

Im Jahr 1788 wurde in Röhrsdorf die Kapelle der Heiligen Dreifaltigkeit erbaut. 1866 begann der Bau der Böhmischen Nordbahn von Bakov nad Jizerou nach Rumburk, die durch Svor führt. Wegen des bergigen Terrains waren mehrere anspruchsvolle Bauten erforderlich. Einer von diesen ist der Eisenbahndamm in Svor, der eine Höhe von 15 m hat. Im Jahr 1873 wurde die Glashütte eröffnet. Im Jahr 1898 wurde die „Hochquellen-Wasserleitung“ erbaut, 1914 die Elektrizität eingeführt. Bereits 1910 hatte Röhrsdorf die Einwohnerzahl von 1475 erreicht.
Röhrsdorf hatte bis 1947 keinen tschechischen Namen. Der seinerzeit festgelegte Ortsname Svor hat keinen Bezug zum deutschen Namen. „Svor“ bezeichnet im Tschechischen den Glimmerschiefer, der im Gebiet nirgendwo vorkommt.

## Gemeindegliederung
Die Gemeinde Svor besteht aus den Ortsteilen Rousínov (Morgenthau) und Svor (Röhrsdorf). Zu Svor gehört die Einschicht Nová Huť (Neuhütte).

## Söhne und Töchter der Gemeinde
- Wenzel Karl Ernst (1830–1910), deutsch-böhmischer Heimatdichter
- Salesius Mayer (1816–1876), Theologieprofessor, Rektor der Universität Prag; Abt des Zisterzienserstiftes Kloster Osek
- Josef Goth (1870–1939), österreichisch-tschechoslowakischer Gewerkschafter und Politiker
- Alfred Pracht (* 1946), deutsch-böhmischer Pädagoge, Politikwissenschaftler und Politiker (LDPD, FDP)